# Glenea dimorpha
Glenea dimorpha es una especie de escarabajo del género Glenea, familia Cerambycidae. Fue descrita científicamente por Vives en 2015.
Habita en Vietnam. Esta especie mide 17,5 mm.